# 矢部貞治
矢部 貞治（やべ ていじ、1902年（明治35年）11月9日 - 1967年（昭和42年）5月7日）は、日本の政治学者、評論家。東京帝国大学法学部教授、拓殖大学総長などを歴任した。政治学博士。旧姓横山。

## 経歴
1902年11月9日、鳥取県気高郡美穂村大字向国安（現・鳥取市向国安）の農家に生まれる。のち、愛媛県今治市出身の司法官・矢部安男の養子となる。美穂小学校、旧制鳥取県立鳥取中学校（現・鳥取県立鳥取西高等学校）、旧制第一高等学校文科甲類を経て、東京帝国大学法学部に入学。1926年3月同大学法学部政治学科を卒業、矢内原忠雄博士から教育者になることをすすめられ、政治学の創始者たる恩師・小野塚喜平次博士に従って政治学者への道を進むこととなる。
1928年5月より東京帝国大学法学部助教授。1939年 8月東京帝国大学法学部教授。1945年12月東大教授を依願免官。
戦後、1952年4月より早稲田大学大学院講師。1953年 10月選挙制度調査会委員。1955年3月拓殖大学総長兼教授。5月政府委嘱でイギリス出張。12月行政審議会委員。1956年10月公安審査委員会委員。1957年7月憲法調査会副会長。1958年9月公安審査委員会委員再任。10月行政審議会委員再任。1959年4月中央教育審議会委員。10月選挙制度審議会委員。
1960年11月文部省東南アジア教育調査団長として東南アジア4か国出張（-12月）。1961年1月憲法調査会海外調査団長として北中南米7か国に出張（-3月）。1962年7月公安審査委員会委員再々任。1964年6月拓殖大学総長辞任。爾来政治評論家として活躍。
1967年5月7日午後11時55分、東京都世田谷区の自宅で死去。従三位勲一等瑞宝章を叙授される。

## 受賞・栄典
- 1967年：従三位勲一等。

## 人物・生い立ち
- 矢部について、友人の古井喜実によると、

｢鳥取中学に入った頃は、横山姓を名乗った。あまり豊かでない小百姓の倅（せがれ）で、八キロばかりの道を夏も冬も歩いて通った。痩せ型のひ弱そうな少年だったが、一年二年経つうちにすっかり頑丈な躰になった。二年の終わり頃であったか、林重浩校長の世話で矢部判事の養子に入った。家つきの娘さんが今日の未亡人である。四年生の時、初めて四年終了で高校に受験できるようになり、かれは一高に受験したが、その時は不幸失敗して翌年一高に入った。
矢部の生涯は、たくまずして政治評論家を終着点とするようにできていた。天の与えた使命であったというべきであろう。彼は、少々頑固でわがままなところがあったが、それだからこそ自らを守り、外れることがなかったのである。少々きびしかったがよい友人であり、よい社会人であった。彼は他人や社会人に対し尽くすべきことは尽くし、いささかも怠っていない。また家庭人としても、なすべきことはすべてなし終わらせた。何一つ、後顧の憂いは残らなかったと思う。彼はもっているすべての力を発揮した。
しかし彼は分を守り、無理をしなかった。一つの失策もなく、鮮かにまとまった人生である。百姓の小倅（こせがれ）がここまで立派な人生を築きあげたことは、単なる偶然ではなく、実に彼の学問と知性と合理主義の賜であったと思う。学ぶべきである｣という。

## 政治的立場、活動、交友
- 第二次世界大戦前・戦後を問わず現実政治への関与を行い、戦前は近衛文麿のブレーントラスト「昭和研究会」に参加し、外交部会長を務めた。戦後では東大時代に指導した中曽根康弘の相談役であったことで知られる。中曽根は度々師であったと公言している。
- 1967年4月に行われた東京都知事選挙では、民社党・自民党推薦の松下正寿を応援した[4]。
- 自身の来歴から、近衛文麿に関する多くの伝記研究を編纂執筆している。
- 政治史研究に関する一次史料として、矢部日記が没後刊行されている。私蔵文書類は憲政記念館が所蔵していたが、一部が政策研究大学院大学に移譲・整理された[5]。現在は「オンライン版 矢部貞治関係文書」「同　補遺」として刊行され旧蔵資料を横断的に利用できるようになっている[6]。
- 宗教はキリスト教[7]。

## 著書

### 単著
- 『歐洲政治原理講義案 上・下』矢部貞治、1938年。
- 『最近日本外交史』日本国際協会〈太平洋問題資料 5〉、1939年9月。
  - 『最近日本外交史』日本国際協会、1940年5月。
  - 『最近日本外交史』日本国際協会、1945年4月。NDLJP:1440907。
- 『新秩序の研究』弘文堂書房、1945年4月。NDLJP:1267301 NDLJP:1453828。
- 『"デモクラシー"とは？』日本放送出版協会〈ラジオ・パンフレット 1〉、1946年1月。
- 『民主々義と天皇制』協同出版社、1946年4月。
- 『民主主義の理想』自警会、1946年12月。
- 内務省警保局編纂 編『新憲法を活かす途』警察協会、1947年2月。
- 『民主政機構の基礎原理』弘文堂書房、1947年4月。
- 『民主主義の本質と価値』弘文堂、1949年4月。
- 『政治学』海口書店、1947年11月。
  - 『政治学』勁草書房〈勁草全書〉、1949年10月。
  - 『政治学』（新版）勁草書房、1981年4月。
- 『民主主義の原理』立花書房、1949年12月。
- 『民主主義と警察』立花書房、1950年3月。
- 『政治学入門』弘文堂〈アテネ新書〉、1951年5月。
- 『国家民族階級』世界民主出版部、1953年11月。
- 労働省労政局労働教育課 編『多数決の原理と運用』日本労政協会〈労働新書 1〉、1954年12月。
- 『民主主義の基本問題』弘文堂、1954年2月。
- 『憲法改正問答 なぜ憲法は改正せねばならぬか』綜合文化社、1956年7月。
- 『近衛文麿』時事通信社〈三代宰相列伝〉、1958年6月。
  - 『近衛文麿』（新装改訂版）時事通信社〈日本宰相列伝 15〉、1986年2月。
  - 『近衛文麿 誇り高き名門宰相の悲劇』光人社〈光人社NF文庫〉、1993年10月。
- 『日本政治の反省』鹿島研究所、1959年5月。
- 『国家・民族・階級 社会人としての基礎知識』今日の問題社〈教養青年文庫 4〉、1962年12月。
- 『民主社会を支えるもの』鹿島研究所出版会、1963年8月。
- 『日本に遺す』鹿島研究所出版会、1968年4月。
- 日記刊行会 編『矢部貞治日記 銀杏の巻』読売新聞社、1974年5月。
- 日記刊行会 編『矢部貞治日記 欅の巻』読売新聞社、1974年8月。
- 日記刊行会 編『矢部貞治日記 紅葉の巻』読売新聞社、1975年5月。
- 日記刊行会 編『矢部貞治日記 躑躅の巻』読売新聞社、1975年5月。
- 『政治学入門』講談社〈講談社学術文庫 196〉、1977年10月。ISBN 978-4061581968。
- 『政治・民族・国家の話』講談社〈講談社学術文庫 518〉、1980年9月。ISBN 978-4061585188。
- 『矢部貞治日記 欧米留学時代』矢部尭男、1989年6月。

### 翻訳
- オットー・ケルロイター 著、田川博三 共 訳『ナチス・ドイツ憲法論』岩波書店、1939年5月。
- ハンス・ケルゼン『ボルシェヴィズムの政治学的批判』労働文化社、1950年4月。
- ウォルター・リップマン『公共の哲学』時事通信社、1957年3月。
- ヒュー・ゲイツケル『「共存」を挑まれて イギリスの立場』時事通信社〈時事新書〉、1958年5月。
- C.ロシター・J.レーア 編『リップマンの真髄 自由民主主義のための政治哲学 1』時事通信社〈時事新書〉、1965年11月。
- C.ロシター・J.レーア 編『リップマンの真髄 自由民主主義のための政治哲学 2』時事通信社〈時事新書〉、1965年11月。
- C.ロシター・J.レーア 編『リップマンの真髄 自由民主主義のための政治哲学 3』時事通信社〈時事新書〉、1965年11月。
- C.ロシター・J.レーア 編『リップマンの真髄 自由民主主義のための政治哲学 4』時事通信社〈時事新書〉、1965年11月。
- フレデリック・M・ワトキンス『イデオロギーの時代 1750年から現代に至る政治思想』時事通信社〈時事新書〉、1967年2月。
- ハンス・ケルゼン 著、服部栄三・高橋悠・長尾龍一 共 訳『マルクス主義批判』慈学社出版〈ハンス・ケルゼン著作集 2〉、2010年6月。ISBN 978-4903425450。

### 共編著
- 小田村寅二郎 共著『日本政治学原理を追求して 東京帝国大学法学部政治学教授矢部貞治氏と学生小田村寅二郎くんとの学術論争往復文書』日本学生協会、1941年。
- 小田村寅二郎 共著『教育はかくして改革せらるべし 東大政治学教授矢部貞治氏と学生小田村君の往復文書公表』日本学生協会、1941年。
- 『近衛文麿 上』近衛文麿伝記編纂刊行会、1951年11月。
- 『近衛文麿 下』近衛文麿伝記編纂刊行会、1952年3月。
  - 『近衛文麿 上・下』弘文堂、1952年5月。一般向け
  - 『近衛文麿』読売新聞社、1976年7月。新版
  - 『近衛文麿』復刻版・御厨貴監修、ゆまに書房〈歴代総理大臣伝記叢書 25〉、2006年12月。ISBN 978-4843318034。
- 高山岩男 共 編『新しい日本の進路』勁草書房、1953年12月。
- 編『曲り角にきた社会党』新紀元社、1957年3月。
- 南原繁、蝋山政道 と編者代表『小野塚喜平次 人と業績』岩波書店、1963年10月。

## 伝記
- 井上寿一『矢部貞治　知識人と政治』中央公論新社〈中公選書〉、2022年

## 関連人物
- 岡義武
- 佐々弘雄 - 昭和研究会
- 三木清